# توقيت هولندا
في هولندا ، التوقيت القياسي هو توقيت وسط أوروبا (ت ع م+01:00). يتم بدأ التوقيت الصيفي من يوم الأحد الأخير في مارس (02:00 بتوقيت وسط أوروبا) إلى آخر يوم أحد في أكتوبر (03:00 بتوقيت وسط أوروبا الصيفي).

## التاريخ
تم استخدام ت ع م+00:20 في هولندا من 1 مايو 1909 إلى 16 مايو 1940، حيث كان يُعرف باسم توقيت أمستردام أو التوقيت الهولندي.[بحاجة لمصدر]
عندما احتلت ألمانيا هولندا في الحرب العالمية الثانية، تم اعتماد توقيت برلين، وقد تم الإبقاء على هذا منذ ذلك الحين.

## قاعدة بيانات المنطقة الزمنية
في قاعدة بيانات المنطقة الزمنية، يتم إعطاء هولندا Europe / Amsterdam .